# Lasse Äikäs
Lasse Taisto Äikäs, född 26 januari 1932 i Kuolemajärvi (nuvarande Pionerskoje), död 12 juni 1988 i Jockis, var en finländsk centerpartistisk politiker. Han var ledamot av Finlands riksdag mellan 1975 och 1983. Som Finlands försvarsminister tjänstgjorde han i regeringen Koivisto II 1979–1982.
Äikäs studerade juridik och avlade 1960 juris kandidatexamen. Tre år senare blev han vicehäradshövding och arbetade därefter som länsman.
Äikäs efterträdde 1979 Taisto Tähkämaa som försvarsminister och efterträddes 1982 av Juhani Saukkonen.